# Gabriela Filippo
Gabriela Filippo Cardozo (Asunción, 21 de julio de 1986) es una deportista paraguaya que compite en voleibol, en la modalidad de playa.

## Carrera
Su carrera deportiva se desarrolló inicialmente en el voleibol sala, y en 2006 jugó en la Liga A de Chile con el equipo Vitavolley, donde obtuvo el subcampeonato y fue elegida mejor jugadora extranjera.En 2009 representó a la selección nacional de Paraguay en el Campeonato Sudamericano de Porto Alegre, y jugó junto a Katrin Thiede, con quien en voleibol de playa compitió en la 1.ª edición de los Juegos Sudamericanos de Playa realizados en las ciudades uruguayas de Montevideo y Punta del Este, y juntas compitieron en el año 2010 en el circuito sudamericano, y terminaron en la undécima posición en la etapa de Pucón, y juntos obtuvieron el tercer lugar en la etapa de Luque del circuito paraguayo de voleibol de playa. Estuvieron en la selección de Paraguay y compitieron en el Torneo Preolímpico Sudamericano realizado en Lima.
Aún en 2011, formó dupla con Patricia Caballero en la II edición de los Juegos Sudamericanos de Playa en Manta, fueron campeonas en el circuito invernal paraguayo en Luque, y estuvieron juntas en la etapa de Limoeiro en el circuito sudamericano.
En la temporada 2012, continuó formando dupla con Caballero y en la primera edición del Circuito Paraguayo fueron campeonas en la etapa San Bernardino, y en el Circuito Sudamericano en 2012, estuvo con Caballero en Viña del Mar, y nuevamente eliminado en cuartos de final en Lima, y también compitió en Montevideo, y Asunción, y finalizó en cuarto lugar.
En 2014, formó dupla con Michelle Valiente y se consagraron campeonas de la etapa Luque del Circuito Paraguayo, clasificaron al Circuito Sudamericano 2013-14 y estuvieron juntas en la etapa Macaé, finalizando en el quinto lugar, luego de la eliminación en cuartos de final, también compitieron en la etapa de Viña del Mar, finalizando en el noveno lugar, obteniendo juntos quintos lugares en las etapas de Sucre, luego de la eliminación en cuartos de final, y en Cochabamba, posteriormente, con Adriana Martí finalizó en noveno lugar en la etapa San Miguel de Tucumán. Aún en 2014, estuvo junto a María Johanna Ocampos en el escenario de Miramar (Buenos Aires) de la Copa Continental 2014.
Ese mismo año, compitió con Erika Mongelós en la segunda fase de la Copa Continental en San Bernardino (Paraguay), y en la fase de Copa Continental disputada en Montevideo estuvo con Patricia Caballero. Compitió con Michelle Valiente en el Campeonato Mundial de Vóley Playa de 2015, cuando terminaron en el decimoséptimo lugar, y finalizó quinto en la etapa de Buenos Aires de la Gran Final del CSVP 2014-15. En el World Tour 2015 estuvo junto a Erika Mongelós en el Abierto de Río de Janeiro y terminaron en el vigésimo quinto lugar. En voleibol sala defendió los colores del Deportivo San José en el año 2015.
En 2015 formó dúo con Paula Melgarejo y compitió en el escenario de Montevideo del circuito sudamericano. Luego volvió a hacer dupla con Michelle Valiente en el Circuito Sudamericano en la etapa Punta Negra, y finalizó quinto, ganando la medalla de plata en la etapa Sucre, siendo la primera final de la dupla.
En 2016 estuvo junto a María Johanna Ocampos, obteniendo el subcampeonato en la primera etapa en Asunción y tercer lugar en la segunda etapa en esta ciudad junto a Erika Mongelós en el Circuito Paraguayo, y juntos compitieron en la III edición del Juegos Bolivarianos de 2016 en Iquique, y el Evento Prueba para los Juegos Olímpicos de Río de Janeiro 2016 en Copacabana, y con Patricia Caballero lograron la novena posición en el Circuito Sudamericano en la etapa Coquimbo, y en la etapa Ancón  obtuvo el cuarto lugar.
Aún en el Circuito Sudamericano 2016, en la etapa Limoeiro estuvo junto a Michelle Valiente, en la etapa Morón, consiguieron medalla de bronce, y cuarto lugar en la etapa Vicente López, y quedaron subcampeonas de la etapa de Asunción; Aún con Patricia Caballero, quedaron quintas en la etapa de Santa Cruz de la Sierra.
Con Michelle Valiente estuvieron juntas en el World Tour 2016, el Abierto de Fortaleza y el Grand Slam de Long Beach, ambos terminaron en la vigésima quinta posición, obtuvieron el cuarto lugar en la Final del CSVP 2015-16 en Cochabamba; y también compitió en la Copa Continental en Rosario terminando en segundo lugar. En 2017 formó dupla con Patricia Caballero y ganó el Circuito Sudamericano en la etapa Coquimbo y etapa Ancón y junto a Erika Mongelós obtuvo la medalla de bronce en las Finales del CSV en Resistencia, y también terminó en cuarto lugar en el torneo una estrella de Agadir del World Tour 2017, y compitió en la Campeonato Mundial de Viena.
En la temporada 2018 estuvo junto a Giuliana Poletti y obtuvo el título en la etapa del circuito paraguayo en Asunción, haciendo equipo también con Patricia Caballero en la etapa de Cañete y alcanzando el decimotercer lugar en Santa Cruz Cabrália, también con Karina Morel Bejarano finalizó en el décimo lugar en Montevideo del circuito sudamericano. Con Erika Mongelós, en la temporada 2018, estuvo en el torneo de una estrella de Vaduz y ganaron la medalla de bronce en los Juegos Suramericanos de 2018 en Cochabamba; al año siguiente consiguieron el segundo lugar en la etapa de la Copa Continental en Asunción, y compitieron en los Juegos Suramericanos de Playa de 2019, quedando eliminadas en cuartos de final.
Con Erika Mongelós finalizó en el decimotercer lugar del circuito sudamericano, en la etapa de Camaçari, vigésimo primer lugar en el torneo de una estrella de Vaduz y decimoséptimo en el Knokke-Heist de una estrella, quedando posteriormente subcampeona en Viña del Mar y tercer lugar en Cochabamba, quinto lugar en Mollendo y noveno en la Final CSV en Uberlândia.